# プライス・アンダーソン法
プライス・アンダーソン法（プライス・アンダーソンほう、Price–Anderson Nuclear Industries Indemnity Act）は、1957年9月に成立したアメリカ合衆国の法律。原子力法の一部改正により原子力損害賠償制度を確立した。

## 概説
原子力事故の際の事業者の責任は約102億ドルを上限とする有限責任とされる。102億ドルの内訳は、第1次損害賠償措置として責任保険による3億ドルと、第2次損害賠償措置として事業者間相互扶助制度（1原子炉・1原子力事故あたり最大9,580万ドルの遡及保険料が全ての原子力事業者から徴収される）による約99億ドルである。
損害額が責任限度額（約102億ドル）を超える場合は、大統領が議会に補償計画を提出し、議会が必要な行動をとることになっている。
免責事由は戦争のみとされている。この法律ができたことが契機となり、日本で1961年6月に原子力損害の賠償に関する法律が制定されることになった。